# Vladimir Lougovskoi

Vladimir Lougovskoi

Vladimir Aleksandrovici Lougovskoi (în rusă: Владимир Алеқсандрович Луговской, n. 18 iunie 1901 - d. 18 iunie 1957) a fost un poet rus sovietic.
A scris o lirică influențată de constructivism, de intensă emoționalitate și plasticitate, cu intenții solemne.
Este remarcabilă observația lirico-filozofică asupra realității.

## Scrieri
- 1926: Fulgere ("Spolohi", Сполохи)
- 1941: Versuri noi ("Novîe stihi")
- 1956: Vârtejul soarelui ("Solnțevorot", Солнцеворот)
- 1958: Primăvara albastră ("Siniaia vesna").